# Honnagowdanahalli, Arkalgud
Honnagowdanahalli là một làng thuộc tehsil Arkalgud, huyện Hassan, bang Karnataka, Ấn Độ.